# Atanas Komchev
Atanas Komchev (né le 23 octobre 1959 à Dewetinzi et décédé le 10 novembre 1994) est un lutteur bulgare spécialiste de la lutte gréco-romaine. Il participe aux Jeux olympiques d'été de 1988 et aux Jeux olympiques d'été de 1992 en combattant dans la catégorie des -90 kg. En 1988, il obtient le titre olympique dans la catégorie des mi-lourds.
Komchev a été de nombreuses fois classé aux championnats du monde dans les années 1980 sans jamais être couronné.
Komchev meurt le 10 novembre 1994 des suites d'un accident de la route qui s'est produit 10 jours avant.

## Palmarès

### Jeux olympiques
- Jeux olympiques d'été de 1988 à Séoul,  Corée du Sud
  -  Médaille d'or

### Championnats du monde
- 1982 Katowice :  Médaille d'argent
- 1983 Kiev:  Médaille d'argent
- 1986 Budapest:  Médaille d'argent
- 1985 Kolbotn :  Médaille de bronze
- 1987 Clermont-Ferrand :  Médaille de bronze